# Ібрагім II (дей Алжиру)
Ібрагім II (араб. إبراهيم الثاني; д/н — 11 грудня 1745) — 14-й дей Алжиру в 1732—1745 роках. Низка дослідників рахує його як Ібрагіма III, враховуючи заступника Меццоморто, що деякий час керував за його відсутності. Відомий також як Баба Ібрагім.

## Життєпис
Походив з військової еліти. За часів дея Абді-паши, який був одружений з сестрою Баби Ібрагіма, обіймав посаду хазнадара (скарбника). Після смерті Абді-паші в 1732 році обраний новим деєм.
Продовжив політику на зміцнення зовнішньої незалежності Алжиру, відстоюючи інтереси від зазіхань Великої Британії, Франції та Голландії, а також Османської імперії.
У 1732 році спробував захопити в іспанців місто Оран, проте зазнав невдачі. У 1735 році скорситався протистоянням за владу в Тунісі, вдерся до цієї країни. В битві біля Смінджи завдав поразки бею Аль-Хусейну I, зайняв місто Туніс, де поставив беєм Абу'л Хасана Алі I. Останній визнав зверхність Алжиру, погодившись сплачувати щорічну данину в 50 тис. піастрів.
Помер 1745 року, перед тим забезпечивши обрання деєм свого небожа Ібрагіма Кучука.